# VV60LF
VV60LF — прицепной (несамоходный) трамвайный вагон, совместно выпускаемый в 2003—2006 годах Пражской компанией Pragoimex a.s. и Крновской Krnovské opravny a strojírny, s.r.o. (KOS).

## Назначение и конструкция
Вагон предназначен для эксплуатации на городских линиях в одном направлении движения в составе с вагоном VarioLF или другими вагонами типа Tatra. 

Эксплуатация может быть обеспечена составами из одного моторного и одного прицепного вагона, или из двух моторных вагонов и одного прицепного вагона, управляемых с одного пульта.
Конструктивно, VV60LF является прицепным вагоном с односторонним расположением дверей, с переменным уровнем пола. Высота низкопольной части от уровня рельс составляет 350 мм, доля низкого пола составляет 60 %. Для облегчения посадки людей с ограниченными возможностями в вагоне предусмотрен откидной пандус. Внешний вид вагона разработал чешский дизайнер Франтишек Пеликан. 

Обозначение VV60LF происходит от чешского Vlečný Vůz (прицеп), 60 — доля низкого пола, и английского Low Floor (низкий пол).

## Эксплуатация

### Чехия
| Город   | Тип    | Годы поставки | Количество единиц | Бортовой номер |
| ------- | ------ | ------------- | ----------------- | -------------- |
| Брно    | VV60LF | 2004-2006 год | 4                 | 1101-1104      |
| Острава | VV60LF | 2005-2006 год | 2                 | 301-302        |